# Zach Thomas (basket-ball)
Ne doit pas être confondu avec Zach Thomas, joueur de football américain.
Pour les articles homonymes, voir Zach et Thomas.
Zachary Ryan Thomas, né le 21 juin 1996 à Ijamsville (en), au Maryland, est un joueur américain de basket-ball. Il évolue au poste d'ailier fort.

## Biographie

### Carrière universitaire
En 2014, il entre à l'Université Bucknell en provenance du lycée Oakdale d'Ijamsvile au Maryland. Entre 2014 et 2018, il joue pour le Bison de Bucknell (en).
Thomas a eu une carrière remarquable au lycée, devenant le meilleur marqueur de l'histoire dans le comté de Frederick et le premier joueur à atteindre la barre des 2000 points. Il a choisi l'université de Bucknell pour ses succès en basket-ball et sa réputation académique.
Lors de sa deuxième saison à Bucknell, Thomas est titularisé 12 fois sur 29 matches.
Pour sa saison de junior, la troisième universitaire, Thomas réalise une saison exceptionnelle avec des moyennes de 15,9 points, 6,6 rebonds et 3,4 passes décisives par match, et est nommé dans le meilleur cinq majeur de la All-Patriot League aux côtés de son camarade de classe Nana Foulland. Dans le tournoi 2017 de la Patriot League, Thomas conduit le Bison au titre, marquant 17 points et prenant 9 rebonds dans le match pour le titre, et reçoit le titre de MVP,. Avec cette victoire, le Bison accède au tournoi NCAA 2017, où ils perdent au premier tour contre les Mountaineers de la Virginie-Occidentale, tête de série numéro 4 du tournoi.
Thomas entame sa dernière saison universitaire en se préparant avec la sélection All-Patriot League. De plus, il reçoit le Lou Henson Award à la mi-saison.
Le 26 février 2018, Thomas est nommé joueur de l'année de la Patriot League.

### Carrière professionnelle
Le 21 juin 2018, il n'est pas sélectionné lors de la draft 2018 de la NBA. Il participe aux NBA Summer League de Las Vegas et de Salt Lake City avec le Jazz de l'Utah. Le 27 juillet 2018, il signe son premier contrat professionnel en Belgique, à l'Okapi Aalstar.
En juillet 2019, il participe à la NBA Summer League 2019 de Las Vegas avec les Rockets de Houston.

## Statistiques

### Universitaires
| Saison    | Équipe        | Matchs | Titul. | Min./m | % Tir | % 3pts | % LF | Rbds/m. | Pass/m. | Int/m. | Ctr/m. | Pts/m. |
| --------- | ------------- | ------ | ------ | ------ | ----- | ------ | ---- | ------- | ------- | ------ | ------ | ------ |
| 2014-2015 | Bucknell (en) | 22     | 9      | 16,2   | 45,9  | 51,4   | 75,7 | 3,82    | 0,86    | 0,36   | 0,27   | 7,45   |
| 2015-2016 | Bucknell      | 29     | 12     | 20,9   | 46,6  | 37,2   | 69,6 | 5,69    | 1,45    | 0,69   | 0,45   | 10,34  |
| 2016-2017 | Bucknell      | 35     | 34     | 29,7   | 47,2  | 40,9   | 81,4 | 6,57    | 3,43    | 1,11   | 0,49   | 15,89  |
| 2017-2018 | Bucknell      | 35     | 35     | 31,8   | 46,2  | 38,2   | 77,7 | 9,06    | 2,11    | 1,00   | 0,69   | 20,46  |
| Total     |               | 121    | 90     | 25,8   | 46,6  | 40,0   | 77,3 | 6,58    | 2,11    | 0,84   | 0,50   | 14,35  |

### Professionnelles
| Saison    | Équipe        | Matchs | Titul. | Min./m | % Tir | % 3pts | % LF | Rbds/m. | Pass/m. | Int/m. | Ctr/m. | Pts/m. |
| --------- | ------------- | ------ | ------ | ------ | ----- | ------ | ---- | ------- | ------- | ------ | ------ | ------ |
| 2018-2019 | Okapi Aalstar | 37     | 36     | 29,5   | 42,8  | 39,9   | 78,7 | 5,65    | 0,92    | 0,86   | 0,6    | 14,05  |

## Palmarès

### Distinctions personnelles
- Patriot League Player of the Year (2018)
- 2× First-team All-Patriot League (2017, 2018)
- Patriot League Tournament MVP (2017)
- 1 fois joueur de la semaine en championnat de Belgique[10].